# Jacobus Baars

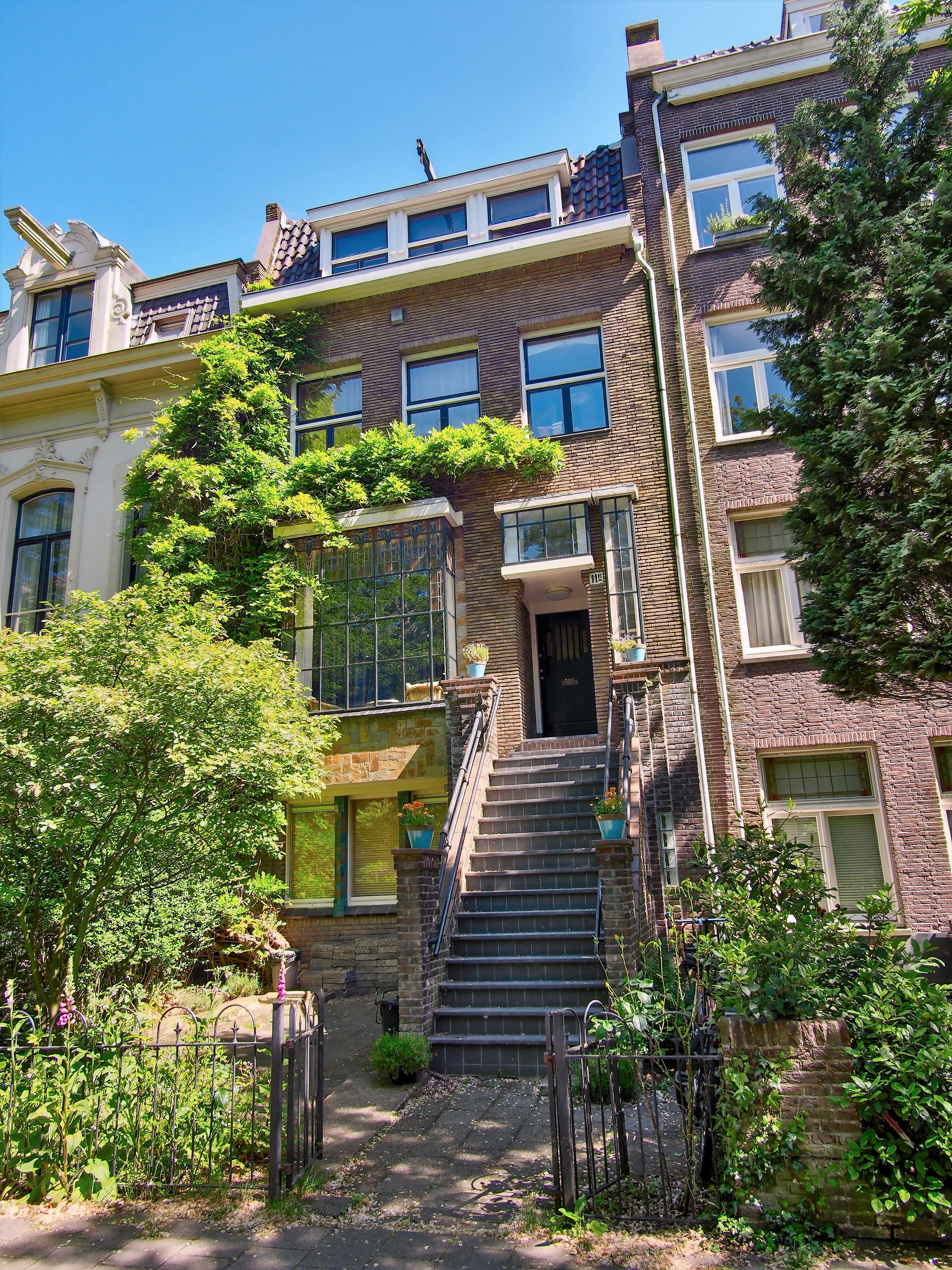
Henri Polaklaan 11b (2017)

Jacobus Baars, bekend als Jac. S. Baars (Amsterdam, 25 april 1886 – Amsterdam, 4 november 1956) was een Nederlands architect.
Hij was zoon van Judith de Wolff en Samson Baars. Hijzelf was in 1931 getrouwd met Rachel Tas. Het echtpaar had drie kinderen. Zij leerden elkaar kennen in het Trenshuis, een kleuterschool aan de Barndesteeg; hij was er bestuurslid; zij directrice.
Baars kwam uit een familie die zich met het omgekeerde bezighield van wat hij zou worden. Hij komt uit een slopersfamilie. Dat verhinderde niet dat hij na de Hogereburgerschool de ambachtsschool volgde en daarop de Akademie van Beeldende Kunsten. Zijn militaire keuring vermeldde als beroep bouwkundig tekenaar. Hij werkte vervolgens op diverse architectenbureaus, maar trad ook wel op als makelaar; de beroepen makelaar en architect gingen destijds nog hand in hand. Hij zag in Hendrik Petrus Berlage zijn grote voorbeeld, maar liet zich ook beïnvloeden door bouwstijl Amsterdamse School, waar Berlage niets van moest hebben. Baars bleef vrij neutraal over zijn eigen werk. Het is wat het is, mooi of lelijk, maar het is mijn werk.  
Baars werkte veelal voor de Joodse gemeenschap en ontwierp daardoor een aantal synagoges. Hij schatte in dat zijn grootste werk de Synagoge Polderweg uit 1928 was. Een deel van zijn werk in Den Haag, Rotterdam, Bussum en Amsterdam is alweer gesloopt. De Synagoge Polderweg had vlak voor zijn dood de laatste dienst; de sloop in 1962 maakte hij niet meer mee.
Tussen 1913 en 1942 was hij lid van Architectura et Amicitia, dat laatst jaar was de vervolmaking van de arisering onder het Nazi-regime. Vanaf 1925 was hij ook enige tijd bouwkundige bij Het Nederlandsch Israëlitisch Armbestuur; hij volgde er college Harry Elte op. De holocaust trok een zware wissel op de architect en de genoemde synagoge. Bij het in memoriam constateerde de krant Nieuw Israëlitisch Weekblad van 16 november 1956 dat zowel hij als de synagoge nooit meer herstelden van de jodenvervolging. Hijzelf ontsnapte er aan doordat hij een (tijdelijke) “sperre” had, ook zijn vrouw overleefde de oorlog, zij werkte als huisbezoekster voor de Joodse Raad voor Amsterdam. Doch ook hun gezin moest toen de “sperre” verviel onderduiken in Friesland. Zij zagen natuurlijk wel dat bijna de gehele Joodse gemeenschap werd gedeporteerd en omgebracht. Zijn broer Benjamin en zus Catharina werden omgebracht in Auschwitz.
Hij woonde zijn laatste jaren in het door hemzelf ontworpen Henri Polaklaan 11 in de Plantage. Zowel vrouw als kinderen emigreerden in de jaren vijftig naar Israël. Hij werd begraven op de Joodse Begraafplaats Muiderberg.